# Kamniški vrh
Kamniški vrh (1259 mnm) je gora v Kamniško-Savinjskih Alpah in se dviguje severno nad vasjo Županje Njive. Greben gore poteka v smeri vzhod-zahod in vključuje še vrh Planjava (1243 m) na zahodni ter Hudi konec (1145 m) na vzhodni strani. Pobočja Kamniškega vrha so strma in so priljubljeno zbirališče jadralnih padalcev. 